# 甲鐵城的卡巴內里
《甲鐵城的卡巴內里》（日语：甲鉄城のカバネリ），是WIT STUDIO製作、日本富士電視台《noitaminA》播出的原創電視動畫。2016年4月至6月首播。並在播出之後宣布漫畫化，同年5月起連載，2018年11月完結，單行本全4冊。
作品標語為「就是死也要活下去！」和「貫穿鋼鐵之心吧！」。

## 概要
本作品是以動畫版『進擊的巨人』成名的WIT STUDIO原創動畫作品。2015年12月18日開啟本作品的官方網站，並宣布於2016年4月電視動畫播出之前於同年3月18日（星期五）〜3月24日（星期四）在新宿Piccadilly等10間劇院上映一星期的特別先行版《甲鐵城的卡巴內里 序章》。
荒木哲郎擔當導演，劇本統籌、劇本由《Code Geass 反叛的魯路修》的大河內一樓負責，澤野弘之負責音樂，人物原案為《超時空要塞》的美樹本晴彥。

## 故事簡介
全世界被產業革命的波瀾推動，自近世變遷至現代之時，不死的怪物「卡巴內」突然出現。卡巴內被鋼鐵的皮膜包覆，只要心臟不被破壞就不會消滅。被卡巴內啃咬的人幾乎會變成卡巴內，並開始襲擊人類。之後卡巴內爆發性地增殖，並覆蓋全世界。
遠東島國「日之本」的人們，為了對抗卡巴內的威脅，而在各地建造名為「驛」的城市並困守在其中，想方設法殘存下去。能夠在驛之間來往的只有裝甲蒸氣機關車（通稱「駿城」）。驛之間通過各自生產物的融通，總算是保全生活。
某天，穿越前線的駿城之一「甲鐵城」來到顯金驛。為了車輛的清掃整備而被召喚的生駒，目擊到從義務性的卡巴內檢閱中被免除的不可思議少女。當晚，生駒與自稱「無名」的那位白天的少女再會，此時一架駿城「扶桑城」突然暴走並突入了顯金驛，那架駿城乘員全滅而且全部變成了卡巴內，卡巴內從駿城向顯金驛溢出。如同要從被恐慌襲擊的人浪中逆行一般，生駒奔跑著。這一次不能逃避，與卡巴內的戰鬥開始了。

## 登場角色

### 甲鐵城
生駒
配音：畠中祐（日本）；歐祖豪（台灣）
本作男主角。17歲。是住在以煉鐵和蒸氣機關的生產為業的顯金驛的蒸氣鍛冶少年。
因過去的慘劇而立志反抗卡巴內，獨自開發出能夠確實殺死卡巴內的武器「貫筒」，同時期盼著有朝一日能夠發揮出自己的力量並以自身為榮的活下去。平常在空餘時間會進行對卡巴内的研究，覺得會變成卡巴内不是詛咒而是受到病毒感染，並認為病毒会沿著頸部血管侵入大腦將人類轉化為卡巴内。
在顯金驛被載有卡巴內的駿城攻破時，成功用自己研發的貫筒擊殺一名卡巴內，但亦因此遭受感染，最終通過自行勒頸阻止病毒入侵大腦，而變成介於人類及卡巴內之間的生物——卡巴內里。
是一個堅定頑固的人，全心努力於人類對抗卡巴內。在五年前目睹親愛的妹妹死亡後，就立志要消滅卡巴內，富有正義感，把其他人的生命看得很重要。對於研發事務非常有耐心毅力，因此能造出貫筒等武器。
作為人類時，生駒聰明又反應快速，是位勤奮的技師，能設計出貫筒，並在被咬時及時阻止病毒；在牢中被鎖時，也能設法從裡面將之打開；在危急時，對於痛苦和壓力的承受力也不差，能忍受自己勒頸及高溫。變為卡巴內里之後，生駒的力量和耐熱度都提高，他能扛住高熱且重的蒸氣管而不覺得不適，且其戰鬥力讓他能打敗技取。
被莊衛稱呼為「野生的卡巴內里」，似乎也比人造的卡巴內里更能承受卡巴內的咬擊。身體變得更堅韌且有耐力，傷口明顯變得更容易復原，一些對人類可能致命的傷，對他來說都能恢復，就算被卡巴內咬傷也能免疫，之後曾數次被卡巴內咬，但都沒有進一步的狀況。
與無名類似，在頸部裝了環，但作為半個卡巴內，他需要喝血才能使身體正常運作。
七夕時許願的夢想是「打倒卡巴內奪回所有的驛和田地」。巢刈覺得他太貪心了，但生駒還是決定要做，這讓大家也變得樂觀起來。
無名／穗積
配音：千本木彩花（日本）；雷碧文（台灣）
本作女主角。12歲。搭乘著被稱做穿越前線的駿城機關車之一的甲鐵城，並現身在顯金驛的神秘少女。小女孩的樣子，褐色頭髮和褐紅色眼睛。脖子上綁著紫色緞帶抑制卡巴內病毒，解除枷鎖能使她完全發揮卡巴內里的能力。
過去家鄉的驛遭到入侵，在被恐慌而濫殺的武士攻擊前被美馬所救，因為愛慕美馬而稱呼其為「兄長大人」，美馬讓她捨棄了本名「穗積」並取名為「無名」。
穿著帶有鈴噹及鋒利刀片的木屐，可將其當作武器，是透過美馬率領的狩方眾研究卡巴内所研發出來的技術成果之一而變成卡巴內里的。平時頸部綁有絲帶，需要戰鬥時會解開來引發卡巴内的能力，身懷超乎常人的身體及戰鬥能力，槍法極為高超，在戰鬥時會裝備兩挺手槍版本蒸氣槍，無法長時間戰鬥，所以會計算着戰鬥時間，一旦時間久了就會進入極度疲勞的狀態中陷入睡眠，所以需要生駒在她自身無法戰鬥的時候作為「盾牌」來保護她。
性格天真爛漫且直率，喜歡遊玩，但不懂人情世故，對於他人的感受應對非常遲鈍，也因此容易招致誤解及恐慌。過去在被美馬所救之後，被美馬灌輸毫無用處的弱者沒資格活下去，想活下去就只能變強的信念，為此捨棄了自己原本的名字及人類的身分，成為了名為“無名”的卡巴內里。
同時也萌生了一旦自己毫無用處就會被拋棄的恐懼感。在主角生駒頂撞武士時對他產生濃厚的興趣，之後在顯金驛被載有卡巴内的駿城攻破時協助城民到達駿城車站，並幫助生駒重新回到列車上，之後揭露了自己和生駒同為卡巴內里。
無名的某些表現就如小孩一般，會玩一些玩具，像是第一集登場時手持的劍玉。即使在與卡巴內對戰之時，也有點像是在遊戲，即便如此，無名了解自己的能力並努力保護他人。無名一般對其他人都很冷淡，但對生駒頗感興趣，後來也表現出對其他人的友善，有機會融入人群中，但與榎久相見後再次喚起被拋棄的恐懼，而又變得冷淡。
看到七夕的許願箋睹物思情，對生駒提到了自己名字的讀音，生駒藉由對話判斷其本名為「穗積」（hozumi），涵義為「願其能吃到滿滿的米飯」七夕時許的夢想是「要吃米飯吃到飽」。
四方川菖蒲
配音：內田真禮（日本）；錢欣郁（台灣）
治理著顯金驛的四方川家總理的長女。17歲。深藍色的長髮綁成一束馬尾。頭髮上戴有一朵花的髮飾。外貌出眾，初登場時蒸氣鍛冶們都很稱讚。處在總有一天會接替父親治理顯金驛的立場，但現在還有著不能明確表達自己意見、隨波逐流的部分。 擅長弓術，使用大型的蒸氣弓，當卡巴內攻入甲鐵城時，因此有能力與之作戰，並用弓箭射穿了一個卡巴內的心臟。
成熟而有教養，談吐溫柔，似乎頗依賴父親，在危急時還一度堅持要等到父親的信號才要上甲鐵城。父親死後想要保護自己的子民，但常常無法作出果斷決定，對突然的變數缺乏應變能力，這對身處領導地位的她很致命，然而急忙之下成為領導人的菖蒲卻沒有治理人們的力量。通過接納卡巴内里的生駒和無名和向倭文城主展現生駒改造的武器及技術來建立自己的威信。七夕時許願的夢想是「重建顯金驛」 。
來栖
配音：增田俊樹（日本）；蔣鐵城（台灣）
侍奉四方川家的年輕武士。17歲。負責菖蒲的身邊護衛，劍術在武士當中也是出類拔萃的。有著嚴謹正直的一面，力求保住武士的尊嚴。非常重視身為武士的職責，擁有很高的自尊，隨時願意為此犧牲生命，但因為對於卡巴內的害怕，造成他對於無名、生駒極端的不信任。雖然他也仍然有人性感情的一面，但僅限於他抱持忠誠的菖蒲。對於使用蒸氣槍及刀劍，二者都很擅長。此外，也顯現出了身體上的強健。
認為生駒是卡巴內，並將其轟出甲鐵城。之後在生駒再次回到甲鐵城時要求他以榮耀袋自盡，但被無名阻止。於第四話中被技取傷及腹部，仍支援生駒擊敗技取，最终願意接納生駒。在和技取打鬥時折斷的武士刀也讓生駒以卡巴内的心臟皮膜強化修復。
七夕時許願的夢想是「與菖蒲一起」，雖然沒有詳細的說明，但他不想給菖蒲知道，從他的神情能猜測到他對菖蒲有愛意。在磐戶驛，為了阻止莊衛試圖殺害菖蒲而與其及血清一同摔下克城。最終話中以無名手下留情一事重新激起了生駒的鬥志並一同前往金剛郭。
逞生
配音：梶裕貴（日本）；梁興昌（台灣）
住在顯金驛的蒸氣鍛冶少年，生駒的朋友。17歲。總是以一副無奈的態度面對貫徹自己理念且又鲁莽的生駒，但也對天不怕地不怕的生駒懷有憧憬，十分支持生駒的行動。他原是一個一般個性的人，遵守規矩，對上級的命令沒有疑問，但為了他的朋友，他能站出來對抗多數人的想法。
在無名的協助下，以拉環拯救生駒成功。他與生駒一同研究出能打敗卡巴內的貫筒，也曾作過許多關於卡巴內以及卡巴內病毒的研究。於第十話中，為拯救將被槍殺的生駒，以胸口擋下子彈，最終死亡。第十一集中，众人将遺體抬回甲铁城內。七夕時許願的夢想原是「希望能活下來」，後來聽完生駒的願望之後改為「成為有錢人，並娶三個漂亮老婆」。
鰍
配音：沖佳苗（日本）；雷碧文（台灣）
住在顯金驛的蒸氣锻冶少女。15歲。一般都穿著標準的蒸氣鍛冶的制服，褐色的頭髮與眼睛。生駒和逞生的職場夥伴，有著持家的性格，對人十分友善，對於生駒的勇敢有敬佩之意。擁有厲害的殺價能力，連無名都吃了一驚。
在甲鐵城中分發食物時，偷偷給懷孕的信乃多一份。一起被懷疑是卡巴內的同夥而被丟到後面車廂。在無名要喝血時一度被嚇到，後來對於她曾對無名講過不信任的話感到抱歉，最後也主動願意提供血給卡巴內里。七夕時許願的夢想是「成為寺子屋（私塾）的老師」。
侑那
配音：伊瀨茉莉也（日本）；錢欣郁（台灣）
在日之本各地來回運送物資的駿城甲鐵城的實習乘務員。16歲。沉默寡言卻很能幹，熱心工作的大姐姐。雖然戲份不多，仍表現出堅毅、敬業。很少與人談話，即使開口說話用字也不多。後來顯金驛陷落，她的師父死後，只剩她能駕駛甲鐵城，因此擔負此重任。她有壯碩的肌肉，尤其是背肌。與菖蒲非常要好。
侑那和巢刈等人到了工廠，有一個小男孩來跟郁那講話，說他的父親也是在駿城工作。郁那回答他也是我們的同伴，小男孩說父親是在扶桑城工作，郁那聽到心一沈，不想透露，但在旁的巢刈突然回答「扶桑城已經被卡巴內攻佔了」因此讓小男孩痛哭。郁那質疑他為何要說出真相，巢刈以「讓他等待不會回來的父親更加殘酷」回覆。七夕時許願的夢想是「擁有一座自己的駿城」。
巢刈
配音：逢坂良太（日本）；江志倫（台灣）
住在顯金驛的蒸汽鍛冶少年，15歲。外形不差，金色長髮和褐色眼睛。穿著蒸氣緞冶的服裝。他抱持比較刻薄的態度，嘲諷侑那以及其他同伴。但有好的判斷力，而且在緊要關頭時願意幫助人。好諷刺人，有著冷靜的判斷力。
協助發現甲鐵城的水箱破裂，避免了危機。在倭文驛與侑那等人到了工廠，有一個小男孩跟郁那講話，說他的父親是在扶桑城工作，郁那不想透露扶桑城被攻陷一事，但巢刈突然出現並道出真相，使得小男孩傷心欲絕。郁那質疑他為何要說，巢刈回覆「讓他等待不會回來的父親更加殘酷」，之後小孩果然無法接受便開始哭，說父親答應他一定會回來的，巢刈跟他道歉，並告訴他哭過以後要更堅強。後來七夕許願時問侑那說如果有了駿城要不要讓他搭乘，結果被拒絕。
吉備土
配音：佐藤健輔（日本）；梁興昌（台灣）
侍奉四方川家的武士，19歲。身材高大的年輕人，肌肉發達。深藍色頭髮、金褐色眼睛和三角形的鬍子。身為武士很通情達理，對於身份不同的人也毫無隔閡地接待，是富有同情心的人，也較能體諒卡巴內里，在目睹他們對甲鐵城的重要性之後，能夠信任他們，即使處在危險的時候，也非常關心同伴們的安危。

### 狩方眾
天鳥美馬
配音：宮野真守（日本）；于正昇（台灣）
22歲，於驛外持續與卡巴內作戰的狩方眾的總長，將軍的長子，因救助過無名而被無名稱做「兄長大人」。
第七集末正式登場，曾經在10年前的戰役中被自己父親拋棄於卡巴內戰鬥之中，後因不明原因被將軍斷絕了父子關係。隨後揭露了他就是將穗積變為卡巴內里的人。透過不斷與卡巴內戰鬥並獲得實績來集結民心，被多數人民讚頌為英雄。
第八話表示所知不多，但由一些記述了解他對於「強者生，弱者亡」的道理頗重視。認為在這世道弱者沒有存活下去的資格，想活下去就得自己拼命。生駒無法認同其理念，認為美馬「能笑著殺死人類」不會是英雄。為達目的不擇手段利用他人，曾企圖借無名之手奪得菖蒲所持有的甲鐵城主鑰匙。
第九話利用磐戶城主與之會面的機會讓無名開啟磐戶驛的大門並派狩方眾將大量的卡巴內引入磐戶驛，令此處呈現半淪陷狀態。隨後按照計畫將特定的血清注入滅火體內，讓變成融合群體（黑煙）的滅火砸開城牆，最後在滅火準備對他出手但恢復意識的一刻將其刺殺。
第十話與菖蒲交涉，承諾保障甲鐵城方的人的生命安全，要求菖蒲協助自己進入金剛郭。提及自己十年前在前線討伐卡巴內時被後方的父親放棄以至於軍隊全軍覆沒一事，表達要了結拋棄自己以及前線軍隊的父親的意願。在生駒等人的奪取作戰前已洞悉生駒等人闖入機械室的意圖，故在前一晚更換持匙者的機械室鎖匙。
第十一話以陰謀手段令父親中毒成為卡巴內，引發內訌，達成自己的復仇心願。最終話裏與生駒的戰鬥中可見其身份亦為卡巴內里，後被無名擊中要害死去。而結尾從無名的說話中得知，美馬曾經在戰鬥中把自己的白血漿打到了生駒的身體，致使生駒能夠擺脫變成卡巴內的命運。
滅火
配音：遠藤綾（日本）；錢欣郁（台灣）
狩方眾女成員，美馬的隨從，跟無名同樣也是卡巴內里。初登場時，奉美馬之命幫菖蒲等人帶路，後來在戰場上與無名一起殺死了一個大型的技取。後來按照計劃注入黑血清，而變成人工融合群體（黑煙），破壞了城牆之後變成了強化型卡巴內，最後被美馬所殺。
瓜生
配音：石川界人（日本）；梁興昌（台灣）
狩方眾男成員，美馬率領的狩方眾的隊長，外型為矮小的青年。帶領狩方眾將大量的卡巴內引入磐戶驛後砍斷橋上的繩索。認為恃強凌弱是無趣的行為。美馬死後，帶著剩下的狩方眾與菖蒲合作一同逃離。
沙梁
配音：星野貴紀（日本）；蔣鐵城（台灣）
狩方眾男成員，美馬的參謀。與瓜生不同，喜愛欺凌弱者。最後被生駒打敗而死亡。
非重莊衛
配音：小形滿（日本）；江志倫（台灣）
狩方眾男成員，克城上的科學家。負責創造卡巴內里的藥劑和生理檢查，及人造融合群體「鵺」的黑白血清。被菖蒲奪走血清，但被來棲阻止，與他和血清掉下克城。後被來棲捉住，將血清交付生駒，並和來棲和生駒坦白「鵺」的一切。

## 用語

### 世界观
日之本
日之本是位於歐亞大陸之東的島國。在為戰國時代畫下終止符的東西大名的大决戰中勝利的西國大名（對應現實為關原之戰，不同的是，現實勝利的是東國大名德川家康）創建了幕府，並將國號改為日之本。之後，幕府構築了長達三百年的太平盛世，並通過與外國的積極交流而導入了眾多的海外技術。得知西歐發生卡巴内災害的當代將軍，為了以防萬一而將各地的重要據點要塞化。在布滿日之本的鐵道網要所之處建造的城塞被稱作“驛”。卡巴内登陸九州后，各“驛”通過融通各自的生產物而得以維持生活。對於充满卡巴内威脅的日之本来说，只有這唯一的鐵道網是安定的流通路線，没有人能夠違抗支配鐵道的幕府的命令。
驛
为了對抗卡巴内的威脅，統治日之本的幕府在各地建造了名為“驛”的防禦城塞。
越接近金剛郭的驛，外觀越華麗，守備也越森嚴。
速谷驛
一個已被摧毀的驛。曾出現但資訊不詳，在顯金驛的人曾搭乘甲鐵城經過它。
衝破顯金驛的扶桑城也是出自速谷驛。
显金驿
主人公生駒等人居住的顯金驛，是以制鐵和蒸汽機等重工業為生業的驛。 巡航日之本各地的「駿城」多數是在顯金驛生產整備的。 故此顯金驛的駿城出入也很頻繁，卡巴內流入的危險性也較大，因此治理驛的四方川家武士也肩負著重大的責任。
由於卡巴內的入侵，目前已被放棄。
八代驛
有著巨型起重機及大量工業設備的驛，底部有一個巨大的坑洞，故可能是個工礦業城市。
由於遭到融合群體的入侵，目前已被廢棄。在甲鐵城抵達的時候，只有少數居民存活。
倭文驛
甲鐵城於第七集駛入的車站，未被卡巴內入侵。
磐戶驛
甲鐵城於第九集駛入的車站，通往金剛郭的要衝。
因美馬所引領的狩方眾將大量卡巴內引入，現在領主被殺，呈現半淪陷狀態。
金剛郭
幕府最大的要塞，直屬於幕府將軍。是研究卡巴內技術最為發達的地區，亦是大型駿城轉運站，驛內擁有多條軌道路線網。
現已被狩方眾攻破，呈現半淪陷狀態。

### 生物
卡巴内
源自英國的產業革命的波瀾席捲全世界之時，某個流言開始在街頭巷尾漸漸蔓延開來：「本應已經死去的人類復活，並化作兇暴的怪物將人們吃掉」。 非人之物，不死之物，變為食人怪物之物——本以為是迷信而在上個時代就被埋葬的這些「不死怪物」，再次出現在世上。 起初，這些不過是流言而已。 但，隨著東歐的小國在一夜之間被不死者吞噬，人們終於知道流言成為了真實。 只要那被鋼鐵覆蓋的心臟不被破壞就不會消滅，吸食生者的血液、使他們也變成同樣的怪物，這些「屍體」——之後被人稱作「卡巴內」的怪物爆發性地增殖，在歐洲散佈了前所未有的大災害。而且，卡巴內登陸極東島國「日之本」，並不需要很長的時間。
心脏皮膜
卡巴內的心臟被鋼鐵般的皮膜覆蓋著。 除非突破皮膜並破壞其中的心臟，否則卡巴內便會渴求著人血而一直持續活動。 使用這個時代的主要武器蒸汽槍（通稱蒸汽筒）來破壞心臟皮膜是非常困難的，靠一般的武士來防禦卡巴內的侵略幾乎不可能。 生駒開發了自己專屬的用於破壞心臟皮膜的武器「貫筒」，防備著隨時可能襲來的卡巴內。
後來生駒加以研究，製成一把武士刀，能夠輕易刺穿同被皮膜包覆的卡巴內的心臟。
技取
由於經歷過戰鬥，某些卡巴內學會使用武器或格鬥術，動作也更加靈敏。比起一般的卡巴內更為難纏。
融合群體
被人們稱為「黑煙」，另被狩方眾的科學家稱為「鵺」。由一隻卡巴內作為核心心臟，將成群的卡巴內集合成為一個巨大的物體，會不斷吸收人類和卡巴內而成長。在其中的卡巴內有些已死，有些在與本體分開後仍有行動能力。遭受衝擊性攻擊會部分解體並進行重新組合。
處於核心的卡巴內會發出藍光，周圍被數隻卡巴內包覆住，必須破壞保護才能破壞核心，相當棘手。因為體型很大，因此可以攻擊高的建築物，越過驛的要塞高牆等等。
在第9話中，美馬利用狩方眾所具有的融合群體的技術，將黑血清注射至滅火身上，使其成為融合群體並破壞了驛的城牆，但可惜維持的時間短暫，融合群體散落，而滅火則變為卡巴內。在變為卡巴內後，擁有比一般卡巴內更強的戰鬥能力，能兩手形成刀刃，亦可從口部發射光炮。生駒後來也自行進行注射，能操作如樹枝般的靛色結晶，力量強到足以翻動駿城。
根據莊衛所言，融合群體只能由女性卡巴內里做為核心；身為男性卡巴內里的生駒使用黑血清後，雖然會獲得足以匹敵融合群體的力量，但不會變成巨大的物體，只會不斷燃燒生命。
卡巴内里
介於人類與卡巴內之間的存在，因被咬傷後而病毒卻未有到達腦部沒有成為卡巴內的人類，保存人類的心智與卡巴內的身體能力，觸碰到高溫的管線也渾然不覺。但被卡巴內視同為攻擊目標，似乎也對病毒免疫。美馬透過實驗研發出血清，注射後能使人類變為卡巴內里。
本作登場的卡巴內里依照順序為生駒、無名、滅火和美馬。
此外成為卡巴内里的人與卡巴内一樣需要吸血才能生存下去，如果一段時間內沒有吸食血液的話，卡巴內里可能變為卡巴內。人工融合群體「鵺」也必須以其為核心組織。
根據蕨所言，卡巴內里幾乎以女性為主，男性的卡巴內里十分罕見。

### 裝置
駿城
是一種能夠來往于驛之間的裝甲列車。 駿城由幕府運營，並由在各驛徵收的乘務員輪流值班。 各驛通過融通各自的生產物而得以維持生活，而管理著物流的幕府則擁有極大的權力。 駿城必須有驛重要人員所持有的主鑰匙才能發動。
甲鐵城
駿城的其中之一，由幕府管理。 與其強固而威嚴的外觀相反，甲鐵城是用於物資輸送而不是作戰鬥用途，且非用於打倒卡巴內而是用於逃離卡巴內的車輛。 起初比預定計劃提早到達顯金驛，由於顯金驛被卡巴內突破，由菖蒲帶著剩餘的民眾乘坐逃離，現計畫前往金剛郭。
扶桑城
駿城的其中之一，原本是由速谷驛管理，但在速谷驛被卡巴內佔領後，可能交由其他驛管理。
在遭到卡巴內佔領後持續行駛，其後因顯金驛的管理人員太晚才獲得相關情報，因而讓其突破了顯金驛的西城，最終造成卡巴內大舉入侵顯金驛。
克城
駿城的其中之一，狩方眾的基地。 為了在驛外攻擊卡巴內，車廂內設置了迫擊炮。 另外，車上具有研究卡巴內及監測卡巴內里身體狀況的設備，第九集中的「鵺」血清及第十一集中使興匡將軍變成卡巴內的生化細胞皆出於此。
為了護送甲鐵城前往金剛郭而與其連接。車上有一巨型的卡巴內心臟及收藏了大量活生生的卡巴內，透過主鑰匙開啟能發動對驛奇襲。
於最終話，沙梁欲駛動克城碾碎生駒，不料被生駒「鵺」的力量翻至上空，爆炸。
麦克拉奇机关
甲鐵城等駿城啟動的動力是由英國開發的特殊蒸汽機「麥克拉奇機關」。 採用了蒸汽壓縮這一劃時代的想法的麥克拉奇機關，不僅可提供用於巨大車體的高出力，還能提供用於蒸汽武器的個人攜帶高壓鍋爐。
蒸汽槍
主要由武士使用，用來打退卡巴內保護一般人民。 積極從海外導入技術的日之本，在蒸汽機方面也取得了突出的發展。 無法大量生產優質火藥的日之本，不僅是鐵道，在工業機械及槍械中也引入了蒸汽機，比起火槍，蒸汽槍更為主流。 而經由麥克拉奇發動機的發明，大壓力蒸汽鍋爐變成可由個人攜帶也是主要原因之一。 這種攜帶用鍋爐被稱作「背負式發動機」，有著各種各樣的用途。 與至今為止的先入火藥式長槍相比，彈倉填充式蒸汽槍（通稱蒸汽筒）的便利性及威力都要遠遠勝出，但仍然無法破壞卡巴內的鋼鐵心臟皮膜。 沒有針對卡巴內的決定性對抗手段的日之本人民只得建造城寨並困守其中。 後來生駒利用他發明貫筒的原理，對於蒸汽槍作了威力的改進。
贯筒
普通的蒸汽筒無法破壞卡巴內的心臟皮膜。 人們對卡巴內感到恐懼，並把自己封閉起來。 為了打破這一狀況，主人公生駒和朋友逞生一起，每天都在開發研究更具貫通力的強力武器。 火藥爆炸的衝擊波擊中金屬板會發生金屬噴流，發現這一點的生駒發明了能產生金屬噴流的特殊彈頭（通稱噴流彈，其原理應類似于錐形裝藥破甲彈。 第七集中提到用作形成射流的金屬為大達鐵）。 為了能擊出噴流彈而將由鉚釘機改造而成的發射機組合起來，並命名為「貫筒」。 目前生駒已成功用貫筒擊殺許多卡巴內，並且開始由生駒將技術應用到普通蒸汽槍的改良。 目前貫筒的射程距離只顯示出能近距離擊殺卡巴內，而是否能遠距離擊殺卡巴內還不明。
最終話中，當生駒被扔上甲鐵城時，右手上固定的貫筒已不知去向。
有网友根据动画中生驹和逞生对于“贯筒”及其弹药的描述，讨论并指出这种武器使用的就是RPG及相应的反戰車高爆彈的原理。
蒸氣弓
為一用蒸氣為動力的弓，相較一般的弓箭能發揮更強的力量，以便於貫穿卡巴內的心臟。弓的材質也可能並非木製，以承受其壓力。
出現於第4集，菖蒲曾用它來在車廂內抵擋卡巴內。
「鵺」血清
分為黑血清（促進劑）及白血清（消退劑），對心臟注入黑血清能促進病毒大幅活化，進而形成人工融合群體「鵺」，自身能力也會大幅強化；反之，注入白血清可融化鋼鐵皮膜，解除「鵺」的型態。
但現階段黑血清變成的「鵺」形成無法長久，容易解除，且會變成卡巴內；白血清如果在被注射者變成卡巴內之前未行注射，也無濟於事。
女性卡巴內里注入黑血清容易比男性卡巴內里變成「鵺」的心臟，男性雖能獲得足以匹敵「鵺」的力量，但不會變成「鵺」。不論男女，只要注入都會燃燒生命，喪失理智。

### 检阅系統
卡巴内檢疫
從被卡巴內啃咬到發病為止存在著時間差（潛伏期）。 為了不讓被卡巴內咬傷的人在潛伏期間被送進驛中，在進入驛的時候需要進行嚴格的檢閱。需要完全裸體被檢查身體的各處是否有被咬的痕跡，只要有擦傷或撞傷這種有一點可疑的傷痕，都要被禁閉三天三夜，直到確認並未發病才能被釋放。三天三夜的做法並不為劇中現實一樣，第一集中有疑似被咬傷的傷者遭直接處決，生駒大喊住手仍無補於事。現在出入驛的基本上只有駿城，因此在駿城到達時便要執行檢閱。
金剛郭不會進行此檢疫，而是直接關上三天三夜。
榮耀袋
放在心臟前拉環後可爆炸進而貫穿心臟使人致死的布製袋子。日之本的人民每人都有一個，由幕府發製。由於受卡巴內咬傷後的人會受到感染，因此一旦出現受卡巴內咬傷的人需使用自決袋對準心臟自殺，以避免屍化襲擊其他人。

## 電視動畫

### 製作人員
- 導演：荒木哲郎
- 助理導演：田中洋之
- 劇本統籌：大河內一樓
- 人物原案：美樹本晴彥
- 動畫人物設定：江原康之
- 動作動畫師：川野達朗、世良悠子
- 主動畫師：手塚響平
- 視覺效果動畫師：松本幸子
- 概念美術&設計：森山洋
- 設計工作：形部一平
- 概念板：吉田史朗
- 道具設計：常木志伸
- 設計協力：玉川慎吾
- 設定統括：笠岡淳平
- 假想世界調整：三輪清宗
- 美術設計：谷內優穗、曾野由大（日语：曽野由大）、青木薰
- 美術監督：吉原俊一郎
- 色彩設計：橋本賢
- 攝影監督：山田和弘
- CG導演：藪田修平
- 剪輯：肥田文
- 音響監督：三間雅文
- 音響製作：Techno Sound（日语：テクノサウンド）
- 音響效果：倉橋靜男
- 音樂：澤野弘之
- 音樂製作：富士太平洋音樂（日语：フジパシフィックミュージック）
- 音樂製作人：佐野弘明（日语：佐野弘明）、舩橋宗寬
- 總製作人：山本幸治（日语：山本幸治 (プロデューサー)）、和田丈嗣
- 製作人：岡安由夏、新宅洋平
- 動畫製作人：岡田麻衣子
- 動畫製作：WIT STUDIO
- 製作：卡巴內里製作委員會（富士電視台、WIT STUDIO、Aniplex、關西電視台、京樂產業控股（日语：京楽産業ホールディングス）、電通）

### 主題曲
片頭曲「KABANERI OF THE IRON FORTRESS」
作詞、作曲、編曲：ryo，主唱：EGOIST
第1話當作片尾曲使用。
片尾曲
「ninelie」（第2話－第10話、第12話）
作詞、作曲、編曲：澤野弘之，主唱：Aimer with chelly（EGOIST）
第1話未使用。
「Through My Blood〈AM〉（第11話）
作詞：cAnON，作曲、編曲：澤野弘之，主唱：Aimer
插入歌
所有作曲、編曲：澤野弘之
「KABANERIOFTHEIRONFORTRESS」（第1話、第4話、第6話、第12話）
作詞：cAnON.，主唱：Eliana
「Warcry」（第2話）
作詞：Benjamin Anderson & mpi，主唱：mpi
「JAnoPAN」（第10話）
主唱：mpi
「Through My Blood」（第4話）
作詞：cAnON，主唱：小林未郁
「Next of Kin」（第7話）
作詞：Benjamin Anderson & mpi，主唱：Benjamin Anderson
「Grenzlinie」（第12話）
作詞：Rie，主唱：Cyua
「1coma」（第12話）
作詞：cAnON.，主唱：小林未郁
「icon」（第7話）
作詞：cAnON.，主唱：Eliana

### 各話列表
| 話數     | 日文標題 | 中文標題       | 劇本       | 分鏡                       | 演出                                | 作畫監督 | 總作畫監督                 |
| -------- | -------- | -------------- | ---------- | -------------------------- | ----------------------------------- | --- | -------------------------- |
| 第一話   |          | 恐怖的屍       | 大河內一樓 | 荒木哲郎                   | 荒木哲郎 渡邊徹明 田中洋之          | 齊藤卓也、手塚響平、江原康之、丸藤廣貴 | 江原康之                   |
| 第二話   |          | 漫漫長夜       | 大河內一樓 | 大原實 荒木哲郎            | 田中洋之                            | 千葉崇明、荒尾英幸、胡拓磨、丸藤廣貴 | 丸藤廣貴 江原康之          |
| 第三話   |          | 奉獻祈禱       | 大河內一樓 | 笹嶋啟一                   | 江副仁美                            | 手塚響平、神谷友美、池田早香 野崎溫子、世良悠子 | 淺野恭司 江原康之          |
| 第四話   |          | 血流成河       | 大河內一樓 | 宮地☆昌幸                  | 渡邉徹明                            | 加藤萬由子、大杉尚廣、山本祐子 胡拓磨、神谷友美 | 江原康之 丸藤廣貴          |
| 第五話   |          | 無法逃離的黑暗 | 瀬古浩司   | 平川哲生                   | 青柳宏宜                            | 高部光章、荒尾英幸、千葉崇明 | 江原康之 丸藤廣貴          |
| 第六話   |          | 聚集的光芒     | 瀬古浩司   | 熊澤祐嗣                   | 赤松康裕                            | 野崎溫子、手塚響平、池田早香、今西亨 神谷友美、松尾真彥、大杉尚廣、胡拓磨                                                                                            | 丸藤廣貴 淺野恭司 江原康之 |
| 第七話   |          | 向天許願       | 大河內一樓 | 大原實                     | 上野史博 長山延好                   | 齊藤雅和、門智昭、神谷友美、千葉崇明 野崎溫子、池田早香、荒尾英幸 | 丸藤廣貴 淺野恭司 江原康之 |
| 第八話   |          | 沈默的獵人     | 大河內一樓 | 平川哲生                   | 江副仁美 森邦宏 田中洋之            | 大杉尚廣、松尾真彥、張紹偉、今西亨 山本祐子、野崎溫子、池田早香 板倉健、加藤萬由子、荒尾英幸                                                                         | 丸藤廣貴 淺野恭司 江原康之 |
| 第九話   |          | 滅亡之牙       | 大河內一樓 | 熊澤祐嗣 平尾隆之          | 渡邉徹明 青柳宏宜 田中洋之          | 千葉崇明、荒尾英幸、胡拓磨 野崎溫子、松尾真彥、池田早香 大杉尚廣、土屋祐太、齊藤雅和                                                                                 | 丸藤廣貴 淺野恭司 江原康之 |
| 第十話   |          | 反攻的弱者     | 瀬古浩司   | 佐藤雄三                   | 佐佐木勅嘉 赤松康裕 田中洋之        | 神谷友美、今西亨、張紹偉、松尾真彥 大杉尚廣、千葉崇明、野崎溫子、山本祐子 荒尾英幸、池田早香、土屋祐太、胡拓磨                                                       | 丸藤廣貴 淺野恭司 江原康之 |
| 第十一話 |          | 燃燒的生命     | 大河內一樓 | 山本秀世                   | 森邦宏 江副仁美                     | 野崎溫子、胡拓磨、荒尾英幸、千葉崇明 池田早香、松尾真彥、神谷友美、門脇聰 大杉尚廣、板倉健、土屋祐太 門倉世央子、山本祐子、加藤萬由子                                | 丸藤廣貴 淺野恭司 江原康之 |
| 最終話   |          | 甲鐵城         | 大河內一樓 | 平尾隆之 熊澤祐嗣 荒木哲郎 | 青柳宏宜 平尾隆之 田中洋之 荒木哲郎 | 千葉崇明、荒尾英幸、大杉尚廣、胡拓磨 野崎溫子、張紹偉、池田早香、松尾真彥 神谷友美、今西亨、門脇聰、土屋祐太 山本祐子、手塚響平、板倉健 齊藤雅和、加藤裕美、田中將賀 | 丸藤廣貴 淺野恭司 江原康之 |

### 播放單位

#### 日本国内
日本深夜動畫：下文記載的日本国内播放時間使用日本標準時間（UTC+9）表示。因為部分時間标识會採用30小时制，因此請留意这类超过24:00的时间，其實際播放時間為翌日清晨。
| 播放地區   | 播放電視台         | 播放日期               | 播放時間（UTC+9）         | 所屬聯播網 | 備註                                |
| ---------- | ------------------ | ---------------------- | ------------------------- | ---------- | ----------------------------------- |
| 關東廣域圈 | 富士電視台         | 2016年4月7日－6月30日  | 星期四 24時55分－25時25分 | 富士電視網 |                                     |
| 岩手縣     | 岩手可愛電視台     | 2016年4月7日－6月30日  | 星期四 24時55分－25時25分 | 富士電視網 |                                     |
| 山形縣     | 櫻桃電視台         | 2016年4月7日－6月30日  | 星期四 24時55分－25時25分 | 富士電視網 |                                     |
| 愛媛縣     | 愛媛電視台         | 2016年4月7日－6月30日  | 星期四 25時00分－25時30分 | 富士電視網 |                                     |
| 秋田縣     | 秋田電視台         | 2016年4月7日－6月30日  | 星期四 25時20分－25時50分 | 富士電視網 |                                     |
| 靜岡縣     | 靜岡電視台         | 2016年4月7日－6月30日  | 星期四 25時35分－26時05分 | 富士電視網 |                                     |
| 新潟縣     | 新潟綜合電視台     | 2016年4月7日－6月30日  | 星期四 25時45分－26時15分 | 富士電視網 |                                     |
| 熊本縣     | 熊本電視台         | 2016年4月7日－6月30日  | 星期四 25時45分－26時15分 | 富士電視網 |                                     |
| 福島縣     | 福島電視台         | 2016年4月7日－6月30日  | 星期四 25時55分－26時25分 | 富士電視網 |                                     |
| 近畿廣域圈 | 關西電視台         | 2016年4月7日－6月30日  | 星期四 25時55分－26時25分 | 富士電視網 |                                     |
| 福岡縣     | 西日本電視台       | 2016年4月7日－6月30日  | 星期四 25時55分－26時25分 | 富士電視網 |                                     |
| 廣島縣     | 新廣島電視台       | 2016年4月7日－6月30日  | 星期四 26時00分－26時30分 | 富士電視網 |                                     |
| 鹿兒島縣   | 鹿兒島電視台       | 2016年4月7日－6月30日  | 星期四 26時05分－26時35分 | 富士電視網 |                                     |
| 宮城縣     | 仙台放送           | 2016年4月7日－6月30日  | 星期四 26時10分－26時40分 | 富士電視網 |                                     |
| 中京廣域圏 | 東海電視台         | 2016年4月7日－6月30日  | 星期四 26時20分－26時50分 | 富士電視網 |                                     |
| 日本全國   | Amazon Prime Video | 2016年4月7日－6月30日  | 星期四 27時00分 更新      | 網路電視   | 第1話從4月7日的24時00分開始先行配信 |
| 佐賀縣     | 佐賀電視台         | 2016年4月8日－7月1日   | 星期五 24時55分－25時25分 | 富士電視網 |                                     |
| 北海道     | 北海道文化放送     | 2016年4月10日－7月3日  | 星期日 25時15分－25時45分 | 富士電視網 |                                     |
| 長野縣     | 長野放送           | 2016年4月19日－7月12日 | 星期二 25時55分－26時25分 | 富士電視網 |                                     |

#### 日本國外
中国大陆
- 由乐视、优酷土豆、bilibili等网络视频平台发布。
- 2016年4月14日晚上，熊本县发生地震，由于播放地震特别节目，所以第二话全球推迟到下周播放，优酷土豆也在其土豆官方微博跟进了通告。但凌晨时间，优酷土豆将该集上线，其后该视频内容被第三方用户上传到国外网站[11]。
- 2016年4月26日，北京市文化执法大队以涉及血腥暴力，通知乐视、优酷土豆将该动画下架[12]。4月27日，在中国大陆其他視頻平台，作品亦下架[13]。
- 2016年5月12日，代理商在官方微信中宣告解禁，bilibili重新将作品上架[14]。在重新上线4个小时后，再次被下架[15]。
- 2016年6月10日，bilibili重新将作品上架[16]。

台灣
- 2017年1月21日至22日，由東森電影台於晚上21時00分至24時00分連播六集的方式播出。

### BD／DVD
| 卷數 | 發售日期       | 收錄話數      | 規格編號          | 規格編號          |
| 卷數 | 發售日期       | 收錄話數      | BD限定版          | DVD限定版         |
| ---- | -------------- | ------------- | ----------------- | ----------------- |
| 1    | 2016年6月22日  | 第1話～第4話  | ANZX-12151～12152 | ANZB-12151～12152 |
| 2    | 2016年8月24日  | 第5話～第8話  | ANZX-12153～12154 | ANZB-12153～12154 |
| 3    | 2016年10月26日 | 第9話～第12話 | ANZX-12155～12156 | ANZB-12155～12156 |

### CD
| 標題                                             | 發售日期      | 規格編號   |
| ------------------------------------------------ | ------------- | ---------- |
| 澤野弘之「甲鐵城的卡巴內里 ORIGINAL SOUNDTRACK」 | 2016年5月18日 | SVWC-70149 |

## 劇場版

### 甲鐵城的卡巴內里 總集篇
2016年12月31日，『甲鐵城的卡巴內里 總集篇 前篇 聚集的光芒』、2017年1月7日『甲鐵城的卡巴內里 總集篇 後篇 燃燒的生命』於日本戲院上映。

#### 製作人員
- 導演：荒木哲郎
- 劇本統籌：大河內一樓
- 人物原案：美樹本晴彥
- 動畫人物設定、總作畫監督：江原康之
- 音樂：澤野弘之
- 動畫製作：WIT STUDIO

#### 主題曲
「ninelie <cry-v>」
作詞、作曲、編曲：澤野弘之，主唱：Aimer with chelly（EGOIST）

### 甲鐵城的卡巴內里 海門決戰
2018年3月8日，富士電視台動漫陣容發布會上宣布「甲鐵城的卡巴內里 海門決戰」動畫電影製作決定，並在2019年5月10日於日本戲院上映。

#### 製作人員
- 導演、編劇：荒木哲郎
- 劇本統籌：大河內一樓
- 人物原案：美樹本晴彥
- 動畫人物設定、總作畫監督：江原康之
- 音樂：澤野弘之
- 動畫製作：WIT STUDIO

#### 主題曲

作詞、作曲、編曲：ryo（supercell），主唱：EGOIST

## 遊戲

### 甲鐵城的卡巴內里 -亂- 開始的軌跡
2018年12月19日起開始營運，2021年2月18日閉服。

#### 製作人員
- 原案監修：荒木哲郎
- 腳本、創意總監：笠岡淳平
- 人物原案：美樹本晴彥
- 人物設定：江原康之
- 音樂：澤野弘之、KOHTA YAMAMOTO
- 動畫製作：WIT STUDIO

#### 主題曲

作曲：澤野弘之，作詞：澤野弘之、cAnON.，主唱：Eliana

## 網路廣播
是於2016年3月31日至7月21日在音泉網上發佈的網路廣播節目，每週四更新。主持人由生駒的配音畠中祐、無名的配音千本木彩花擔當。

## 相關書籍

### 漫畫
《甲鐵城的卡巴內里》由製作委員會原作、吉田史朗作畫的漫畫化作品，於Mag Garden《月刊Comic Garden》2016年6月號開始連載，2018年12月號完結，單行本全4冊。

### 小說
《甲鐵城的卡巴內里》曉（「甲鉄城のカバネリ」暁）
著：笠岡淳平、原作：卡巴內里製作委員會
2016年6月10日發售、發行商：Mag Garden
《甲鐵城的卡巴內里》上（「甲鉄城のカバネリ」上）
著：三輪清宗、原作：卡巴內里製作委員會
2016年7月9日發售、發行商：Mag Garden
《甲鐵城的卡巴內里》下（「甲鉄城のカバネリ」下）
著：三輪清宗、原作：卡巴內里製作委員會
2016年8月10日發售、發行商：Mag Garden
《甲鐵城的卡巴內里》追憶之邑（「甲鉄城のカバネリ」追憶の邑）
著：笠岡淳平、原作：卡巴內里製作委員會
2017年2月28日發售、發行商：Mag Garden

## 獎項
- Newtype×Machi★Asobi 動畫獎2016
  - 人物設定獎：人物原案－美樹本晴彥、動畫人物設定－江原康之
  - 音效獎
  - 劇本獎：大河內一樓
  - 工作室獎：WIT STUDIO
  - 作品獎（電視部門）

## 備註
1. ↑  限電視播映&周邊商品授權。
2. ↑  原定於4月14日深夜播映的第二話因熊本縣地震特別報道而暫停播映，並順延至下週（4月21日）播映[9][10]。

## 外部連結
- 電視動畫「甲鐵城的卡巴內里」官方網站 （页面存档备份，存于） （日語）
- 電視動畫「甲鐵城的卡巴內里」官方的X（前Twitter） （日語）
- 在Netflix上觀看《甲鐵城的卡巴內里》